# Veleno (Joan Thiele)
Veleno è un singolo della cantautrice italiana Joan Thiele, pubblicato il 6 dicembre 2024 come primo estratto dal secondo album in studio Joanita.

## Descrizione
Il brano, scritto dalla stessa cantautrice, è prodotto da Matthew Merisola e Paul Castelluzzo.

## Video musicale
Il video musicale, diretto da Bianca Peruzzi, è stato pubblicato il in concomitanza all'uscita del brano attraverso il canale YouTube della cantautrice.

## Tracce
Testi di Alessandra Joan Thiele, musiche di Alessandra Joan Thiele, Matthew Merisola e Paul Castelluzzo.
1. Veleno – 3:19